# Баку Опен 2025
Баку Опен 2025 — международный шахматный фестиваль.

## Общие сведения
Фестиваль проведён с 28 апреля по 6 мая 2025 года. 
Открытие фестиваля состоялось 28 апреля в выставочном центре Бакинского кристального зала. 
На церемонии открытия приняли участие президент Международной шахматной федерации (ФИДЕ) Аркадий Дворкович, официальный представитель ФИДЕ, двукратный чемпион мира, победитель Всемирной шахматной олимпиады Чжу Чэнь, президент Федерации шахмат Турции Фетхи Апайдын, президент Федерации шахмат Азербайджана Махир Мамедов, министр молодежи и спорта Фарид Гаибов.
Заключительный тур и закрытие проведены в Бакинском кристальном зале.
Призовой фонд турнира составил 55 000 долл. США. Приз победителя — 12 000 долл. США. 
В турнире приняли участие свыше 700 участников из 16 стран, в том числе из Индии, Сербии, Грузии, Китая, Узбекистана, Турции, Украины, Кыргызстана. 

## Регламент
В рамках фестиваля проведено три турнира — турнир A, турнир B и турнир C.
В турнире А вправе принять участие игроки с рейтингом выше 2250 Эло. 
В турнире В принимают участие игроки с рейтингом до 2250 Эло.
В турнире С принимают участие юные игроки, имеющие рейтинг ФИДЕ.
Шахматисты разделены на три группы (A, B и C). Проведено 9 туров по швейцарской системе.
В рамках фестиваля также проведён чемпионат Азербайджана среди ветеранов.

## Ход турнира

### Турнир А
Всего проведено 9 туров. 
1 тур прошёл 28 мая. В первом туре стартовали с победы Айдын Сулейманлы, Магомед Мурадлы.
2 тур прошёл 29 апреля. После 2 туров 6 игроков выиграли обе партии. Магомед Мурадлы обыграл Равана Алиева. Мисреддин Искендеров выиграл у Цзяньцзюня Се (Китай).
Мурад Ибрагимли обыграл Вахапа Санала (Турция). Айдын Сулейманлы сыграл вничью с Давидом Ахмедовым.
По дополнительным показателям первое место занял Мурад Ибрагимли.
Турнирное положение после двух туров: Мурад Ибрагимли (1), Магомед Мурадлы (2), Мисратдин Искендеров (3), Виталий Бернадский (Украина) (4), А.Р. Лампарти (Индия) (5), С. Асват (6) — по два очка.
3 тур сыгран 30 апреля. В третьем туре Магомед Мурадлы выиграл у Илампарти (Индия). После 3 туров Магомед Мурадлы с 3 победами занимал 1 место, опередив С. Асвата (Индия) по дополнительным показателям.
Положение после трёх туров: Магомед Мурадлы (1), С. Асват (Индия) (2) — по 3 очка, Хазар Бабазаде (3), Мурад Ибрагимли (4), Александр Инджач (5), Мисреддин Искендеров (6) — по 2,5 очка.
4 тур сыгран 1 мая. В 4 туре Магомед Мурадлы выиграл у С. Асвата. После 4 тура Магомед Мурадлы единолично возглавил таблицу, выиграв 4 партии из 4-х.
После четырех туров: Магомед Мурадлы — 1 место (4 очка), Александр Инджич 2 (3,5 очка), Хазар Бабазаде (3), Мурад Ибрагимли (4), С. Асват (Индия) (5), Мисратдин Искендеров (6), Реад Самедов (11) — по 3 очка.
5 тур сыгран 2 мая. В 5 туре Магомед Мурадлы проиграл чемпиону Европы Александру Инджичу, и упустил лидерство, потерпев первое поражение. Таблицу возглавил Александр Инджич (4,5 очка). Второе место — Магомед Мурадлы (4 очка). Хазар Бабазаде (3), Мурад Ибрагимли (4), Айдын Сулейманлы (6), Мисратдин Искендеров (8), Ахмед Ахмедзаде (14), Реад Самедов (16) — по 3,5 очка.
6 тур сыгран 3 мая. В 6 туре Ниджат Абасов выиграл у 14-летнего Давида Ахмедова, который в начале 2025 года на одном из интернет-турниров одержал победу над Магнусом Карлсеном. Магомед Мурадлы уступил Баадуру Джобаве.
После 6 туров лидировал Александр Инджич (5 очков). По 4 очка набрали Хазар Бабазаде (4 место), Магомед Мурадлы (5), Мурад Ибрагимли (6), Айдын Сулейманлы (7), Мисреддин Искендеров (8), Ниджат Абасов (13), Ахмед Ахмедзаде (15), Реад Самедов (17), Хаган Ахмедов (19).
В 7 туре Магомед  Мурадлы выиграл у Романа Шогджиева (ФИДЕ), Айдын Сулейманлы выиграл Аниса Мохаммеда (Индия).
После 7 туров первое место занимал Александар Инджич (6 очков). Второе — Бадур Джобава (5,5 очков). Третье — Магомед Мурадлы, четвёртое — Айдын Сулейманлы (оба — по 5 очков). По 4,5 очка набрали Хазар Бабазаде (5 место), Мурад Ибрагимли (6), Мисреддин Искендеров (8), Реад Самедов (12), Ниджат Абасов (13), Ахмед Ахмедзаде (15), Хаган Ахмедов (17.
В восьмом туре участник турнира претендентов Ниджат Абасов проиграл Мураду Ибрагимли. Айдын Сулейманлы и Магомед Мурадлы сыграли вничью. 
После 8 тура лидером также был Александар Инджич с 6,5 очков. Второе место занимал Бадур Джобава с 6 очками. Хазар Бабазаде, Мурад Ибрагимли, Магомед Мурадлы, Айдын Сулейманлы и Мисретдин Искендеров занимали с 3 по 7 место соответственно. 
Победитель определился в последнем туре. Победителем стал Александр Инджич (Сербия). 
6 мая в Бакинском кристальном зале состоялось закрытие турнира.

## Турнирная таблица
| № | Участник             | Страна      | Очки | Место  |
| - | -------------------- | ----------- | ---- | ------ |
| 1 | Александар Инджич    | Сербия      | 7    | Gold   |
| 2 | Баадур Джобава       | Грузия      | 6½   | Silver |
| 3 | Вахап Шанал          | Турция      | 6½   | Bronze |
| 4 | Хазар Бабазаде       | Азербайджан | 6    | 4      |
| 5 | Мисратдин Искендеров | Азербайджан | 6    | 5      |
| 6 | Мурад Ибрагимли      | Азербайджан | 6    | 6      |
| 7 | Магомед Мурадлы      | Азербайджан | 6    | 7      |
| 8 | Айдын Сулейманлы     | Азербайджан | 5½   | 8      |